# Porospora portunidarum
Porospora portunidarum is een soort in de taxonomische indeling van de Myzozoa, een stam van microscopische parasitaire dieren. Het organisme komt uit het geslacht Porospora en behoort tot de familie Porosporidae. Porospora portunidarum werd in 1931 ontdekt door Hatt.